# Farinera borda
La farinera borda, cogoma verda, farinera verinosa, farinot o pentinella borda o cogoma borda (Amanita phalloides) és un bolet de l'ordre dels agaricals, que a vegades pot adoptar forma de fal·lus. És altament tòxica, i la responsable de la majoria de morts per la intoxicació en la ingesta de bolets. Conté dos tipus de toxines: fal·lotoxines i amatoxines. El seu component tòxic principal és l'α-amanitina.
La farinera borda apareix preferentment en terrenys àcids i boscos de roure o avellaner però pot aparèixer també en pinedes calcàries. És un fong micorrizogen associat amb simbiosi a aquests arbres. Es troba d'estiu a la tardor.
Es pot confondre amb bolets del gènere Agaricus (xampinyons) amb altres del gènere Amanita, amb Macrolepiota procera, Russula virescens i fins i tot amb la llenega; tot i que aquesta no té ni volva ni anell, el capell de la farinera borda s'hi assembla quan és jove i està cobert per una substància enganxifosa com la llenega.
Al llarg de la història hi ha hagut varis personatges il·lustres que han mort per enverinament a causa d'aquest bolet. Sembla que Carles VI del Sacre Imperi Romanogermànic, el rei pel qual apostaren els territoris de la Corona d'Aragó durant la Guerra de Successió, va morir intoxicat per la farinera borda. Destaquen altres personatges famosos com l'emperador romà Claudi, tot i no estar tan clar que fos per aquest bolet o per un verí posat en un plat de bolets.

## Descripció
L'Amanita phalloides és un bolet gros, el capell fa entre 5 i 15 cm de diàmetre. Primer és hemisfèric i després agafa una forma plana. De color pot ser groguenc o verd oliva però hi ha una varietat completament blanca. Les làmines són blanques. El peu o estípit és blanc amb taques grises i fa de 8 a 15 cm de llarg i d'1 a 2 cm de gruix amb una mena de sac o volva a la base. La volva pot faltar si no s'ha agafat el bolet sencer.
Té un gust prou bo, amb un agradós perfum de rosa quan és jove que esdevé molt desplaent envellint, però no s'ha de tastar per a identificar-la.
Existeix igualment una forma rara de farinera borda enterament blanca (A. phalloides f. alba) descrita per Max Britzelmayr, tanmateix, té un estatut encara tèrbol. Se'n troba sovint en mig d'espècimens de color totalment normal. Ha estat descrita el 2004 com a varietat distinta d’Amanita verna var. alba. Les «veres» Amanita verna emergeixen a la primavera i es coloren de groc al contacte d'una solució d'hidròxid de potassi (KOH), contràriament a les farineres verinoses (Amanita phalloides).
Creix a la tardor en els alzinerars, suredes i les màquies.

## Distribució i hàbitat

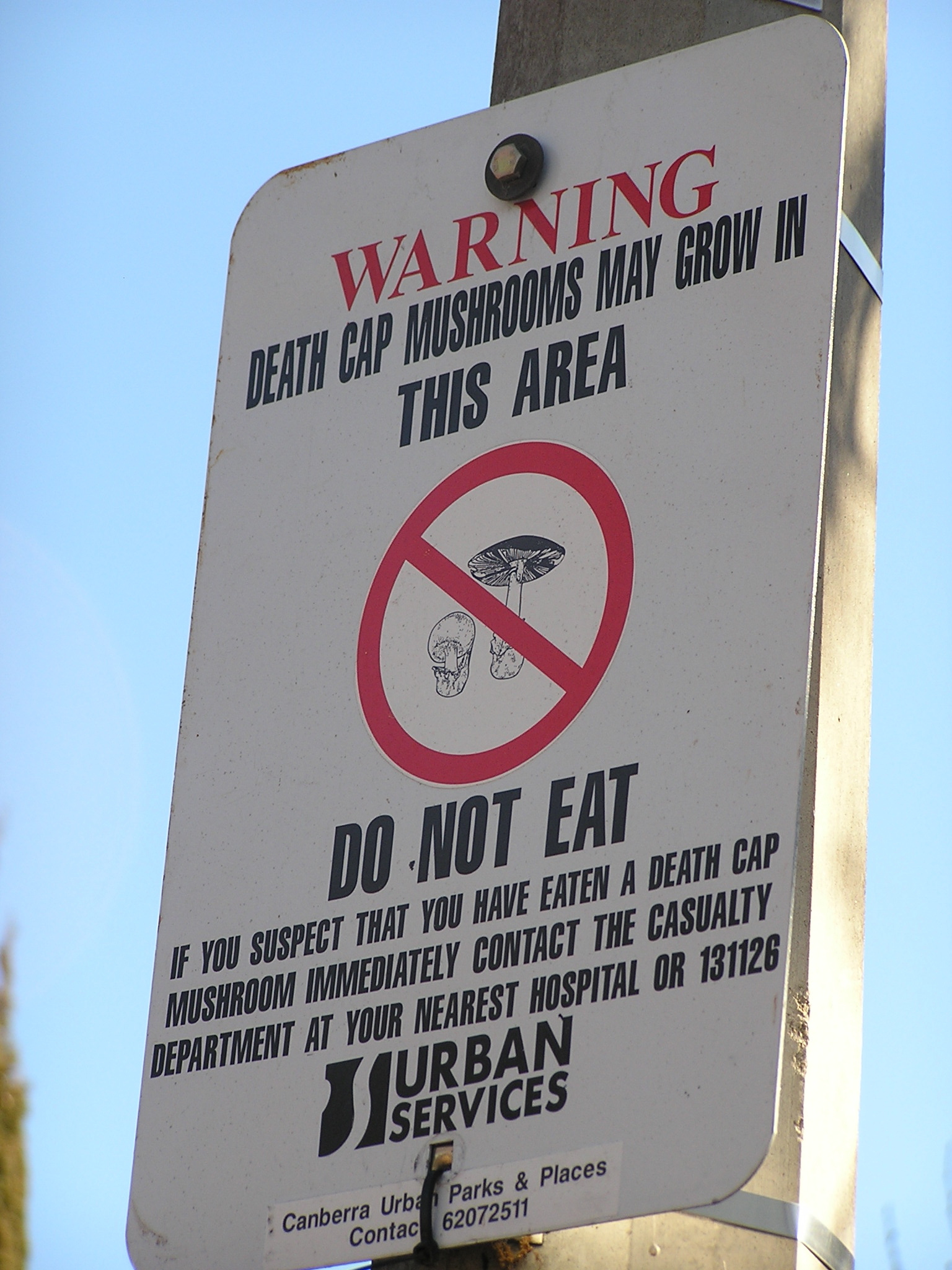
Cartell que adverteix de la presència de farineres bordes a prop de Canberra, Austràlia. Malgrat no ser una espècie autòctona, aquests bolets s'hi han desenvolupat accidentalment per l'acció de l'home.

La farinera borda és originària d'Europa, on està molt estesa. Es pot trobar a les regions costaneres del sud d'Escandinàvia al nord, a Irlanda a l'oest, a l'est de Polònia i a l'oest de Rússia i al sud dels Balcans, a Grècia, Itàlia, Espanya i Portugal a la conca mediterrània, i al Marroc i Algèria al nord d'Àfrica.> A l'Àsia occidental, s'ha informat de la seva presència en boscos del nord de l'Iran. Hi ha registres de més a l'est d'Àsia, però encara no s'han confirmat com a Amanita phalloides.
A finals del segle XIX, Charles Horton Peck havia informat d'A. phalloides a Amèrica del Nord. El 1918, es van identificar mostres a l'est dels Estats Units com una espècie diferent encara que semblant, A. brunnescens, de George Francis Atkinson de la Universitat de Cornell. A la dècada de 1970, havia quedat clar que A. phalloides es troba als Estats Units, aparentment s'ha introduït des d'Europa juntament amb els castanyers, amb poblacions a les costes oest i est. Una revisió històrica de 2006 va concloure que les poblacions de la costa est foren introduïdes inadvertidament, probablement a les arrels d'altres plantes importades expressament, com ara les castanyes Els orígens de les poblacions de la costa oest romanien poc clars, a causa dels escassos registres històrics, però un estudi genètic de 2009 va proporcionar proves sòlides de com  hauria estat introduït el fong a la costa oest d'Amèrica del Nord. Observacions de diverses col·leccions de A. phalloides , de coníferes més que de boscos autòctons, han portat a la hipòtesi que l'espècie va ser introduïda a Amèrica del Nord diverses vegades. Es planteja la hipòtesi que les diverses introduccions van donar lloc a múltiples genotips que s'adapten a roures o coníferes.
A. phalloides es va traslladar a nous països de l'hemisferi sud amb la importació de fustes dures i coníferes a finals del segle xx. Els roures introduïts semblen haver estat el vector a Austràlia i Amèrica del Sud; s'han registrat poblacions sota roures a Melbourne i Canberra (on van morir dues persones el gener de 2012, de quatre que van ser enverinats) i Adelaida, així com Uruguai. S'ha registrat sota altres arbres introduïts a Argentina. Les plantacions de pins estan associades amb el fong a Tanzània i Sud-àfrica, i també es troba sota roures i àlbers a Xile. Diverses morts a l'Índia s'han atribuït també al bolet.

## Toxicitat

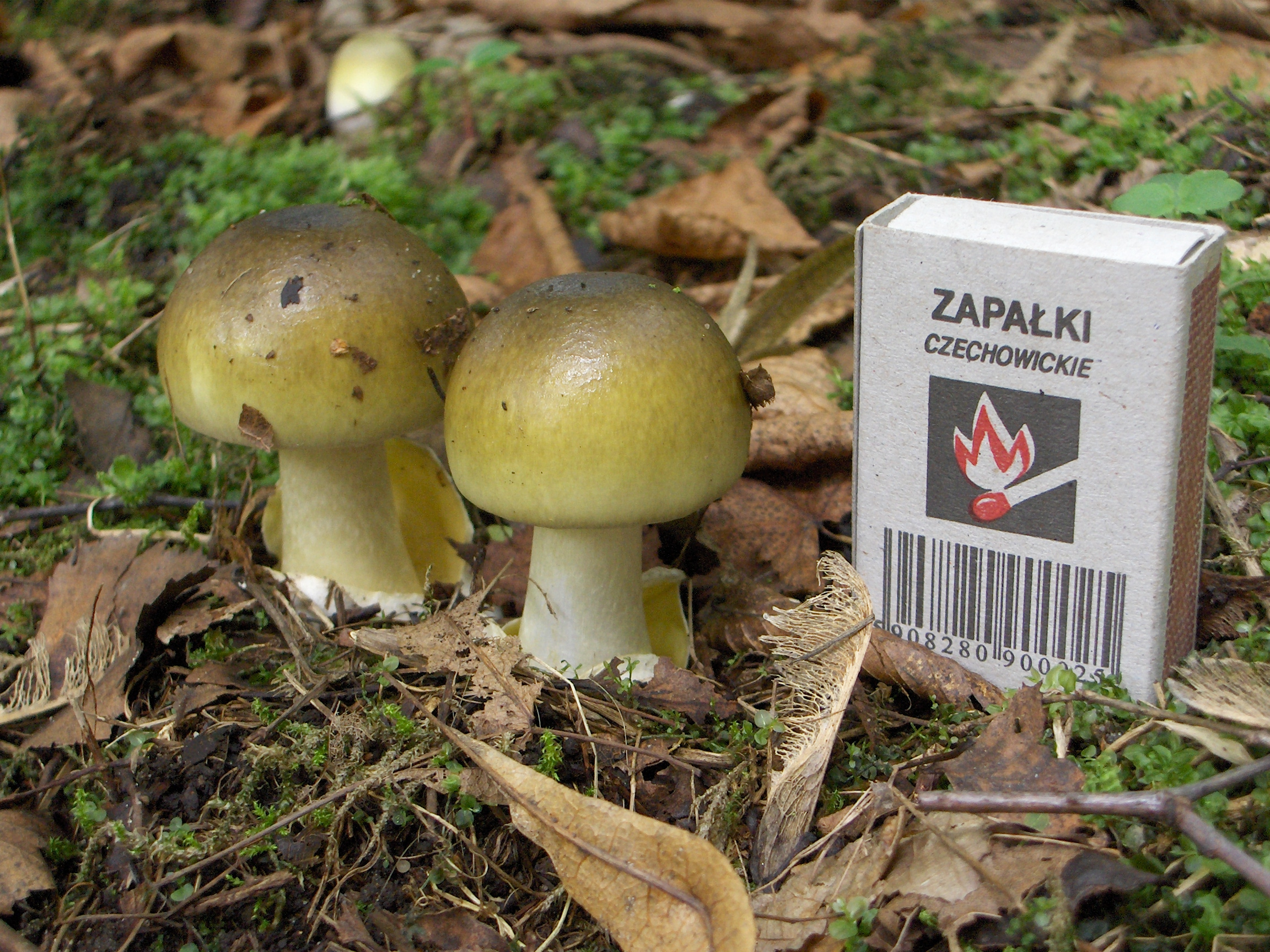
Farineres bordes joves comparades amb una capsa de llumins

S'han fet molts estudis sobre la toxicitat d'aquest bolet però no hi ha antídot. S'estima que 30 grams (mig bolet) són suficients per matar una persona. En molts casos cal un trasplantament de fetge, i la supervivència a la intoxicació està molt relacionada amb el fet d'acudir ràpidament als serveis mèdics. La toxicitat no es redueix ni per cocció, ni fregint ni assecant el bolet.

### Símptomes
Com que sembla que té un gust bastant bo i que els símptomes tarden entre 6 i 24 hores a aparèixer, la perillositat augmenta. Inicialment els símptomes són de naturalesa gastrointestinal amb còlics biliars dolor abdominal, diarrea aquosa i vòmits que poden portar a la deshidratació i en casos severs a la hipotensió, taquicàrdia, hipoglucèmia i problemes d'acidesa. Aquests primers símptomes desapareixen en la segona fase, dos o tres dies després d'ingerir el bolet però després es deteriora el fetge i torna a haver-hi diarrees, deliris i coma entre d'altres. La mort generalment succeeix entre 6 i 16 dies a partir de l'enverinament.

### Tractament
El consum del bolet és una emergència mèdica que requereix hospitalització. Les quatre categories principals de teràpia per a la intoxicació són l'atenció mèdica preliminar, les mesures de suport, els tractaments específics i el trasplantament hepàtic.
L'atenció preliminar consisteix en la descontaminació gàstrica amb carbó activat o rentat gàstric; a causa del retard entre la ingestió i els primers símptomes d'intoxicació, és habitual que els pacients arribin al tractament moltes hores després de la ingestió, la qual cosa pot reduir l'eficàcia d'aquestes intervencions. Les mesures de suport són dirigides a tractar la deshidratació que resulta de la pèrdua de líquids durant la fase gastrointestinal d'intoxicació i correcció de l'acidosi metabòlica, la hipoglucèmia, els desequilibris electròlits i l'alteració de la coagulació.
No hi ha cap antídot definitiu disponible, però s'ha demostrat que alguns tractaments específics milloren la supervivència. S'ha informat que la benzilpenicil·lina per via intravenosa contínua de dosis altes és beneficiosa, tot i que es desconeix el mecanisme exacte,i els assaigs amb cefalosporina es mostren prometedors. Algunes proves indiquen que la silibinina per via intravenosa, un extracte del card marià (Silybum marianum), pot ser beneficiosa per reduir els efectes de l'enverinament. Un assaig clínic a llarg termini de silibinina intravenosa va començar als EUA el 2010 La silibinina impedeix l'absorció d'amatoxines per cèl·lules hepàtiques, protegint així el teixit hepàtic no danyat; també estimula les ARN polimerases dependents de l'ADN, donant lloc a un augment de la síntesi d'ARN basat en un tractament de 60 pacients amb silibinina, pacients que van començar el fàrmac abans de les 96 hores d'ingerir el bolet i que encara tenien la funció renal intacta van sobreviure. El febrer de 2014 encara no s'havia publicat la investigació de suport.
En pacients que desenvolupen insuficiència hepàtica, un trasplantament de fetge és sovint l'única opció per prevenir la mort. Els trasplantaments de fetge s'han convertit en una opció ben establerta en la intoxicació per amatoxines.